# Moffett-Gletscher
Der Moffett-Gletscher ist ein 21 km langer Gletscher in der antarktischen Ross Dependency. Er fließt vom Rawson-Plateau in östlicher Richtung zum Amundsen-Gletscher, den er südlich des Mount Benjamin im Königin-Maud-Gebirge erreicht.
Der US-amerikanische Polarforscher Richard Evelyn Byrd entdeckte ihn bei seinem Südpolflug zwischen dem 28. und 29. November 1929 im Rahmen seiner ersten Antarktisexpedition (1928–1930). Er benannte den Gletscher nach Konteradmiral William Adger Moffett (1869–1933) von der United States Navy, erster Leiter des Bureau of Aeronautics.